# Asalto callejero

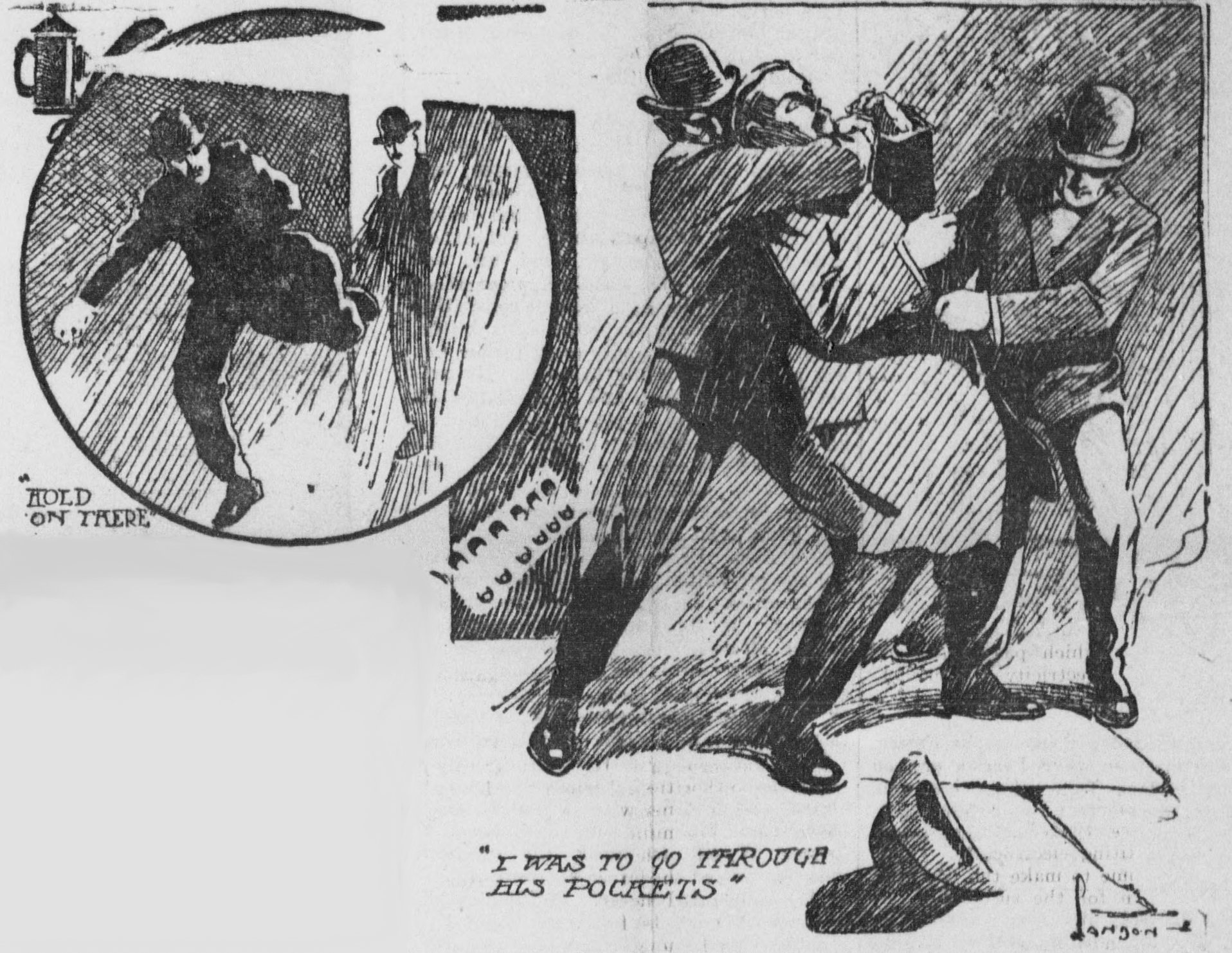
Ilustración periodística de 1904 de un asalto callejero, descrito como un hold-up («atraco»).

El asalto callejero (a veces llamado asalto personal) es una forma de robo y delito callejero que ocurre en lugares públicos, a menudo áreas urbanas por la noche. Se trata de una confrontación con una amenaza de violencia. Los asaltantes roban dinero o bienes personales, que valen menos que los pagos de un robo comercial pero requieren menos tiempo y planificación. Pueden estar motivados por el dinero, el capital cultural o la emoción del acto. El riesgo de pérdida de propiedad, lesiones o trauma psicológico hace que las personas teman ser víctimas de asaltos.
El concepto de asalto callejero se originó en los Estados Unidos de la década de 1940, cuando los apagones de la Segunda Guerra Mundial permitieron cometer delitos en la oscuridad. Pronto se convirtió en objeto de racismo antinegro. En el Reino Unido, en la década de 1970 se produjo una ola mediática sobre los atracos callejeros, antes de la cual el concepto no se había aplicado a los delitos británicos. Los departamentos de policía crearon unidades «antiatracos». El delito era a menudo cometido por jóvenes de las Indias Occidentales y existían estereotipos raciales generalizados que lo asociaban con la gente negra. Algunos criminólogos de izquierda dijeron que los medios informaron incorrectamente sobre una ola de crímenes de atracos, incluido Stuart Hall, quien lo calificó de pánico moral. El debate político sobre los atracos en el país alcanzó su punto máximo en la década de 1980. En la década de 1990, los medios brasileños informaron sobre un fenómeno de asaltos masivos conocido como arrastão, término utilizado posteriormente en Portugal.

## Etimología y terminología
El término asalto callejero es un término común para el robo personal, aunque el robo personal también abarca formas de hurto como el robo de vehículos. Otros términos para el robo personal incluyen hurto y robo callejero, ya que es un ejemplo de un delito callejero. Los términos asalto, robo callejero y delincuencia callejera suelen ser intercambiables, aunque su uso varía.

## Descripción
El asalto callejero es una forma de robo. El asalto calljero en sí no suele ser un delito penal; los autores del acto cometen el delito de robo, aunque el asalto callejero es un concepto más específico. A diferencia de otras formas de robo, el asalto callejero es un delito personal. Por lo general, implica menos planificación y pagos menores que el robo comercial y suele ser cometido por delincuentes inexpertos que se basan en el miedo.
El asalto callejero a menudo implica un ataque a una víctima que camina sola por la noche. Los perpetradores roban dinero o bienes personales valiosos, como teléfonos celulares.  La violencia real o amenazante es un aspecto importante del asalto callejero, en el que a menudo se utilizan armas como cuchillo s. El nivel de violencia puede variar y algunos asaltos resultan en lesiones o muertes. El nivel de violencia y la respuesta emocional contribuyen al nivel de crisis de la víctima. Las víctimas a menudo enfrentan pérdidas de propiedad, lesiones o miedo, y pueden sufrir trauma psicológico. La posibilidad de tales resultados genera un temor generalizado a ser asaltado.
Los móviles para cometer asaltos callejeros incluyen la necesidad de dinero, el deseo de aumentar el estatus social y la emoción del acto. Los dos últimos motivos son comunes entre los jóvenes, mientras que la necesidad de dinero a menudo motiva a los consumidores habituales de drogas a cometer robos callejeros. Aunque los asaltos callejeros requieren más tiempo que otros delitos y generan menos dinero, los autores están motivados por un sentimiento de poder. En comparación con el robo comercial, el robo callejero es una fuente de dinero más confiable debido a su velocidad, simplicidad y baja tasa de castigo; esto es motivador para las personas que carecen de fuentes legítimas de dinero. Los asaltantes callejeros suelen estar motivados por la presión de los pares, lo que normaliza el comportamiento. Las personas involucradas en pandillas callejeras obtienen capital cultural de ello. 
Los robos callejeros suelen ocurrir en zonas urbanas. A menudo se asocia con la noche, aunque frecuentemente ocurre en otros momentos del día. Los asaltantes callejeros suelen trabajar en espacios pequeños y familiares, como los alrededores de sus casas. Los robos callejeros ocurren a pocas manzanas de lugares donde es probable que haya dinero en efectivo, como tiendas, bares, negocios ilegales o cajeros automáticos. Los incidentes a menudo se concentran en puntos dentro de las ciudades, como las paradas de autobús . Muchos incidentes ocurren en lugares con actividad económica nocturna; esos casos frecuentemente involucran ebriedad o violencia. Los ladrones callejeros a veces atacan a otros delincuentes por oportunismo; estos casos se denuncian con menos frecuencia a la policía.
Un asalto callejero suele durar unos minutos. Comienza con la evaluación de riesgo por parte del autor de realizar el acto. Los asaltantes callejeros seleccionan víctimas que perciben como vulnerables o con probabilidades de tener dinero. Pueden iniciar una confrontación fingiendo un encuentro no amenazante. El enfrentamiento se produce a corta distancia, lo que permite el contacto personal, como empujones, que pueden sorprender a la víctima. El autor puede exhibir armas o amenazar implícitamente con violencia. Intentan tomar el control de la víctima, lo que crea una situación impredecible para ambas partes en función de sus percepciones mutuas. Aunque los asaltantes generalmente no desean inducir la violencia, los enfrentamientos a menudo se tornan violentos cuando pierden el control o perciben resistencia.

## Historia

### Orígenes
El concepto de asalto se originó en los Estados Unidos en la década de 1940. Los apagones durante los Segunda Guerra Mundial permitieron que la gente cometiera delitos en la oscuridad, lo que incitó la popularidad de los asaltos en ciudades como Baltimore. Las narrativas sobre asaltos fueron racializadas desde el origen del concepto, y, en la era de la posguerra, los medios de comunicación de la ciudad de Nueva York asociaron los asaltos con la población negra de la ciudad. El político comunista Benjamin J. Davis Jr. calificó estos informes como una «calumnia exagerada sobre la ola de delincuencia», y la revista Phylon escribió que los medios conservadores pretendían «crear una ola de delincuencia negra».

### Fenómeno británico de los años 70
El concepto de asalto callejero se utilizó por primera vez en los medios británicos en la década de 1960 bajo el término mugging. Los medios de comunicación informaron con frecuencia sobre oleadas de asaltos callejeros entre 1972 y 1976, una época en la que el concepto de miedo al delito ganó reconocimiento. Antes de esta época, el público británico consideraba que los asaltos callejeros se limitaban a las ciudades estadounidenses. Los comentaristas de la época compararon las tensiones étnicas en las ciudades británicas con las de Estados Unidos, y la asociación de los asaltos callejeros con el estereotipo criminal sobre los afroestadounidenses se extendió a Gran Bretaña. En Gran Bretaña, delitos similares se habían denominado anteriormente robbery with violence («robo con violencia»), assault and robbery («asalto y robo»), robbery and grievous bodily harm («robo con lesiones corporales graves») o bag snatching («robo de bolsos»). Desde mediados de los años 1960 se han venido denunciando cada vez más delitos de este tipo, y muchos periódicos publicaron estadísticas policiales que indicaban que la tasa de asaltos callejeros en Londres aumentó un 129% entre 1968 y 1972. Durante este tiempo, los residentes urbanos tomaron conciencia del riesgo de victimización, especialmente en los barrios de clase media cuyos residentes no esperaban que hubiera delitos.
A finales de la década de 1960 y principios de la de 1970, muchos de los asaltantes eran jóvenes de las Indias Occidentales, en gran medida debido al descontento socioeconómico. Los departamentos de policía reforzaron las medidas de control del delito. Algunos, incluida la Policía Metropolitana de Londres y la Policía de Transporte de Londres, utilizaron unidades «antiatracos», que se centraron principalmente en los barrios de mayoría antillana. La policía asoció el crimen con los antillanos, a pesar de los altos índices de asaltos en algunas ciudades con baja población negra y un informe de la Policía Metropolitana de 1976 al Comité Selecto de Asuntos del Interior de la Cámara de los Comunes que decía que los índices de criminalidad de los antillanos eran los mismos que los de la población general. Los asaltos callejeros recibieron una atención mediática desproporcionada en comparación con otros delitos que ocurrieron en zonas de mayoría blanca. Los reportajes televisivos frecuentemente presentaban a mujeres mayores que eran víctimas de asaltos callejeros, y este grupo demográfico desarrolló un temor generalizado al delito, aunque los hombres tenían más probabilidades de ser víctimas.
Un caso de asalto callejero en Handsworth, Tierras Medias Occidentales, el 5 de noviembre de 1972, dio como resultado que tres adolescentes fueran sentenciados a veinte años de prisión y recibió una amplia cobertura periodística. Una columna del comentarista John Akass en The Sun, un periódico sensacionalista de amplia circulación, escribió que el autor del caso «no recibió 20 años por asalto. Los recibió por intento de asesinato», y que el castigo fue «casi tan bárbaro como el crimen en sí». El apuñalamiento fatal de un anciano, poco después del caso Handsworth, fue el primer crimen individual en Gran Bretaña en ser reportado con la palabra mugging. Algunos criminólogos de izquierda creían que la atención generalizada a los asaltos era resultado de los medios de comunicación y no de circunstancias que contribuían al crimen. Sin embargo, Jock Young dijo en 1976: «No es realista sugerir que el problema de delitos como el asalto es simplemente el problema de la categorización errónea y los pánicos morales concomitantes». A fines de la década de 1970, la opinión pública asociaba en gran medida el asalto con las personas negras. En 1976, el político Enoch Powell se refirió al asalto como un «crimen negro». Un estudio de 1979 encontró que dos tipos de delitos estaban asociados desproporcionadamente con los jóvenes negros: el asalto y el ser sospechoso.

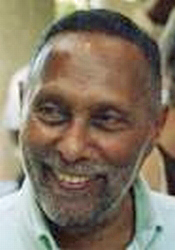
Stuart Hall describió los asaltos callejeros como un pánico moral.

El libro de 1978 Policing the Crisis, coescrito por Stuart Hall, etiquetó el fenómeno como pánico moral y sostuvo que los medios conceptualizaban ideológicamente el asalto callejero. El libro decía que el asalto callejero no estaba definido en la ley ni era distinto de los delitos existentes, pero que el concepto estaba influenciado por preocupaciones sociales preexistentes y un sentimiento antinegro, así como por las connotaciones de la palabra mugging en Estados Unidos. Se argumentó que las figuras políticas y los medios de comunicación utilizaron los asaltos callejeros para dirigir los temores públicos sobre el desorden público hacia los jóvenes negros, que el gobierno utilizó esta actitud para asegurar apoyo, y que la cobertura mediática del caso Handsworth ejemplificó la atención indebida al tema. El libro no estaba de acuerdo con la creencia de que la tasa de criminalidad estaba aumentando; algunos críticos, incluidos Nob Doran y P. A. J. Waddington, dijeron que el uso de estadísticas del libro era sesgado. A diferencia de Hall, Michael Pratt afirmó que la tasa de asaltos en Londres estaba aumentando y que la Policía Metropolitana tenía una clasificación legal equivalente al asalto callejero. Colin Sumner cuestionó la descripción del asalto callejero como un pánico moral, diciendo que las declaraciones de los medios de comunicación no equivalían a la opinión pública. 
El debate sobre los asaltos callejeros en el Parlamento británico aumentó durante las décadas de 1960 y 1970 (junto con el del robo con allanamiento) y alcanzó su punto máximo en la década de 1980. En ese momento, los disturbio s, en lugar de los asaltos callejeros, eran objeto de una cobertura mediática racializada. Una encuesta del Ministerio del Interior, publicada en marzo de 1982, recomendó la intervención policial comunitaria para resistir los asaltos callejeros y criticó la respuesta excesiva de los medios de comunicación, pero sus conclusiones recibieron poca atención. El temor público a los asaltos callejeros alcanzó su punto máximo en la década de 1990 y fue más frecuente entre las personas que crecieron durante la era del fenómeno mediático.

### Década de 1990 a 2020
Los medios de comunicación brasileños en la década de 1990 informaron sobre un fenómeno de asaltos masivos y crimen organizado, denominado arrastão (tdl. ‘pesca al cerco’). El término fue acuñado en 1992 a raíz de informes sobre asaltos callejeros masivos en las playas de la rica zona sur de Río de Janeiro. La única lesión de estos incidentes fue causada por un agente de policía, y solo se denunciaron dos asaltos callejeros, pero muchas personas creían que había una alta tasa de asaltos no denunciados. Periódicos asociaron al arrastão con jóvenes, particularmente de la subcultura funkeiro, fanáticos del género musical funk afroestadounidense. Según el antropólogo Ben Penglase, esta ola mediática fue similar a los informes racialistas sobre asaltos callejeros en Gran Bretaña en los años 1980, a pesar de no mencionar explícitamente la raza. En Portugal, una ola mediática de doce días sobre atracos callejeros masivos comenzó después de un informe de la agencia de noticias Lusa, el 10 de junio de 2005, sobre crimen en la playa de Carcavelos. Los informes de los medios utilizaron la palabra arrastão, aunque la policía dijo que no había evidencia de ello. La mayoría de los medios de comunicación nacionales y muchos políticos lo calificaron de asalto callejero masivo. Los periodistas prestaron más atención a actos no relacionados, en su mayoría cometidos por minorías raciales, para apoyar una ola de asaltos callejeros masivos.
En la década de 2000, los conservadores en los Estados Unidos utilizaron la tesis A liberal is someone who has not been mugged («Un liberal es alguien que no ha sido asaltado en la calle») en apoyo de una ideología de ley y orden, aunque ser víctima de delitos como un asalto callejero no estaba correlacionado con el conservadurismo. A finales de la década de 2000, los medios estadounidenses informaron con frecuencia sobre payday muggings («asaltos callejeros en el día de pago»), lo que suponía que los mexicano-estadounidenses, que se pensaba que probablemente eran indocumentados y carecían de recursos, eran el blanco de asaltantes principalmente negros.
Las tasas de robo personal disminuyeron durante la pandemia de COVID-19 en el Reino Unido debido a que hubo menos actividad económica nocturna.

## Estadística
Aproximadamente el 2% de los delitos registrados en Inglaterra y Gales en las décadas de 2000 y 2010 son robos personales. Aproximadamente un tercio de los robos personales en el Reino Unido involucran armas, y alrededor del 40% de las víctimas resultan heridas. En el Reino Unido, la mayoría de los perpetradores son grupos de hombres jóvenes, y la mayoría de las víctimas son hombres. En dicho país, el miedo a los asaltos callejeros es más frecuente entre las personas que han sido víctimas de ellos, así como entre las personas que son mujeres, no blancas, de bajos ingresos, con menor nivel educativo o desempleadas, a 2019.
Los asaltos callejeros son menos frecuentes en Canadá que en Estados Unidos, a 2005. En Noruega, los asaltos callejeros son poco frecuentes fuera de los círculos criminales, pero los incidentes se informan con frecuencia en los medios de comunicación.